# Bill Schindler
Bill Schindler (n. 6 martie 1909 la Middletown, New York – d. 20 septembrie 1952 la Allentown, Pennsylvania) a fost un pilot de curse auto american care a evoluat în Campionatul Mondial de Formula 1 între anii 1950 și 1952. Bill Schindler a decedat într-un accident de curse de mașini.